# Isla Kanaga
La isla Kanaga (Kanaga en aleutiano) es una isla que hace parte del grupo de las islas Andreanof en Alaska. La isla mide aproximadamente 48 km de longitud y de 6-13 km de ancho, con un área de 369 km², siendo las isla 42 en tamaño de Estados Unidos. El accidente más notable de la isla es el monte Kanaga, un volcán de 1307 m el cual erupcionó en 1995.